# Rosauro Varo
Rosauro Varo Rodríguez (Sevilla, 1 de febrero de 1979) es un empresario y emprendedor español. Es presidente de GAT Inversiones, vicepresidente del Consejo de Administración de Movistar Plus+, miembro del Consejo de Administración de Acciona Energía y del Consejo Asesor de Telefónica España.

## Biografía
Rosauro Varo Rodríguez es licenciado en Derecho por la Universidad de Sevilla. Comenzó su carrera en el ámbito empresarial en 1998 con diversos proyectos de emprendimiento.
En 2004, fundó GAT Inversiones, orientando sus inversiones hacia sectores estratégicos como el turismo, el mercado inmobiliario, la tecnología y las telecomunicaciones, priorizando empresas con alto potencial de crecimiento y un fuerte enfoque en I+D+i. Ha sido socio de la plataforma de movilidad Cabify y vicepresidente de la operadora móvil virtual PepePhone.
En su trayectoria directiva, ha formado parte de varios consejos de administración, como el de El León de El Español Publicaciones S.A., editora del diario El Español y del portal financiero Invertia. Fue consejero del grupo PRISA desde diciembre de 2020 hasta junio de 2023, ejerciendo como vicepresidente de la compañía desde febrero de 2021 hasta su salida. Durante su permanencia en PRISA, presidió el Comité de Transformación Digital y fue miembro de la Comisión Delegada, la Comisión de Nombramientos, Retribuciones y Gobierno Corporativo. En 2019, Varo vendió sus 2.000 licencias de VTC a Cabify. En mayo de 2021, ingresó al Consejo de Administración de Acciona Energía y en diciembre de 2022, pasó a formar parte del Consejo Asesor de Telefónica España. En junio de 2023, fue nombrado vicepresidente y consejero de Movistar Plus+.
En el ámbito social y cultural, es miembro de la junta directiva del Círculo de Empresarios del Sur de España (CESUR). Además, es patrono del Teatro Real de la Fundación Alalá y de la Fundación Conocimiento y Desarrollo (CYD).
Es profesor en el Máster en Finanzas y Banca de la Universidad Pablo Olavide de Sevilla. Es ponente en el Programa de Alta Dirección de la San Telmo Business School, donde imparte materias relacionadas con transacciones corporativas, fusiones y adquisiciones, y la economía digital.
Es pareja de la actriz y modelo Amaia Salamanca, con quien tiene tres hijos.

## Premios y reconocimientos
- En junio de 2022, Rosauro Varo fue galardonado con el Premio Emprendedor del Año en España, otorgado por la consultora EY,[18] después de haber recibido este reconocimiento en las comunidades de Andalucía, Extremadura,[19] Ceuta y Melilla.
- En enero de 2023, recibió el Premio Alma de Andalucía por su Desarrollo Empresarial, un galardón otorgado por la Federación de Comunidades Andaluzas Centro España (FECACE) y la Junta de Andalucía, en reconocimiento a los andaluces que representan y promocionan los valores de Andalucía en Madrid.[20]
- En mayo de 2023, fue distinguido con la Medalla Ciudad de Sevilla por el Ayuntamiento de Sevilla, en reconocimiento a su trayectoria empresarial.[21]